# Storia del Sahara Occidentale
La storia del Sahara occidentale può essere fatta risalire ai tempi dell'esploratore cartaginese Annone il Navigatore nel V secolo a.C. Sebbene siano rimasti pochi documenti storici di quel periodo, la storia moderna del Sahara Occidentale ha le sue radici legate ad alcuni gruppi nomadi (che vivevano sotto il dominio tribale berbero e in contatto con l'Impero romano) come il gruppo Sanhaja e l'introduzione dell'Islam e la lingua araba alla fine dell'VIII secolo d.C.

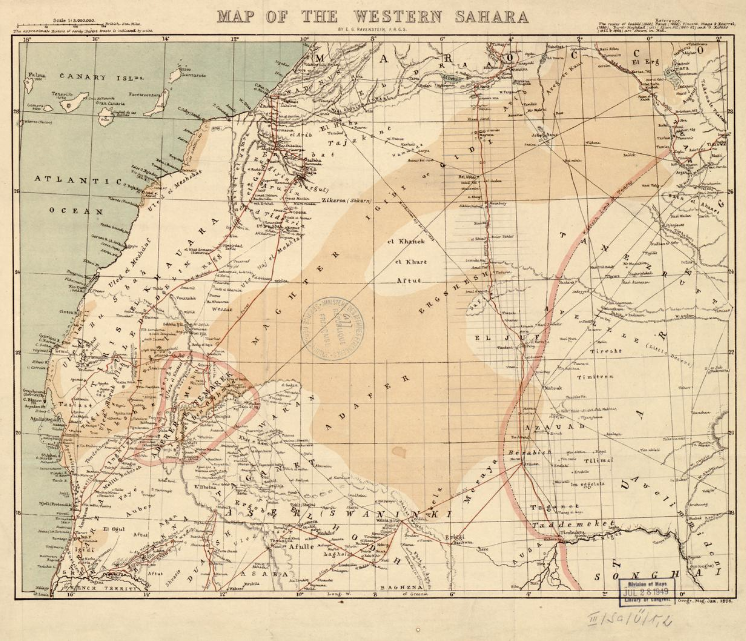
Mappa del Sahara Occidentale nel 1876

Il Sahara occidentale non è mai stata una nazione nel senso moderno del termine. Era la patria delle colonie fenicie che però scomparvero praticamente senza lasciare traccia. L'Islam vi arrivò nell'VIII secolo, ma la regione, assediata dalla desertificazione, rimase poco sviluppata. Dall'XI al XIX secolo, il Sahara occidentale rappresentava uno dei collegamenti tra le regioni subsahariane e nordafricane. Durante l'XI secolo, la confederazione tribale Sanhaja si alleò con la tribù Lamtuna per fondare la dinastia Almoravide. Le conquiste degli Almoravidi si estesero sull'attuale Marocco, sull'Algeria occidentale e sulla penisola iberica a nord, e su Mauritania e Mali a sud, raggiungendo l'Impero del Ghana. Nel XVI secolo, la dinastia araba sa'diana conquistò l'Impero Songhai basato sul fiume Niger. Alcune rotte commerciali trans-sahariane attraversavano anche il Sahara occidentale.
Nel 1884, la Spagna rivendicò un protettorato sulla costa da Capo Bojador a Cabo Blanco, e l'area fu successivamente ampliata. Nel 1958, la Spagna unì distretti separati per formare la provincia del Sahara spagnolo.
Un parere consultivo del 1975 della Corte internazionale di giustizia sullo status del Sahara occidentale sosteneva che, sebbene alcune tribù della regione avessero legami storici con il Marocco, non erano sufficienti per stabilire "qualsiasi legame di sovranità territoriale" tra il Sahara occidentale e il Regno del Marocco. Il 6 novembre di quell'anno, la Marcia verde nel Sahara Occidentale iniziò quando 300.000 marocchini disarmati, accompagnati dall'esercito marocchino armato di armi pesanti confluirono nella città meridionale di Tarfaya e aspettarono un segnale dal re Hassan II del Marocco per attraversare il Sahara spagnolo. A seguito delle pressioni di Francia, Stati Uniti e Regno Unito, la Spagna con gli accordi di Madrid del 14 novembre 1975 dichiarò di abbandonare il Sahara occidentale. In quei giorni, si arrivò addirittura a riesumare cadaveri spagnoli dai cimiteri per riportarli in patria. La Spagna ufficialmente lasciò il paese nel febbraio 1976, a Marocco e Mauritania. Il Marocco annesse così i due terzi settentrionali del Sahara occidentale e il resto del territorio nel 1979, in seguito al ritiro della Mauritania.
Il 27 febbraio 1976, il Fronte Polisario, organizzazione fondata nel maggio 1973 come movimento nazionale per la liberazione del Sahara Occidentale, proclamò formalmente la Repubblica Democratica Araba dei Sahrawi e istituì un governo in esilio, con il sostegno dell'Algeria, dando inizio a una guerriglia tra il Polisario e il Marocco, che continuò fino al cessate il fuoco del 1991. Come parte degli accordi di pace del 1991, si sarebbe tenuto un referendum tra le popolazioni indigene, dando loro la possibilità tra l'indipendenza o l'inclusione in Marocco. Ad oggi il referendum non si è tenuto a causa delle questioni su chi possa essere eleggibile al voto.

## Periodo antico e classico
Le colonie fenicie/cartaginesi fondate o rafforzate da Annone il Navigatore nel V secolo a.C. scomparvero sostanzialmente senza lasciare traccia. La desertificazione del Sahara durante la "fase arida di transizione" nel 300 a.C. - 300 d.C. circa" rese molto difficile il contatto con alcune parti del mondo esterno prima dell'introduzione del cammello in queste zone, a partire dal III secolo dell'era cristiana. Il cammello era usato principalmente come bestia da soma; le genti vi camminavano accanto. Anche la carne di cammello, il latte e la pelle erano importanti. Il cavallo e non il cammello, era l'animale usato in guerra nel periodo 1000-1500 d.C. ("il periodo dei guerrieri a cavallo e degli stati di conquista").

### Contatti con l'Impero Romano
Plinio il Vecchio scrisse che la zona costiera a nord del fiume Senegal e a sud delle montagne dell'Atlante era popolata, durante il periodo di Augusto, dai Pharusii e dai Perorsi.
Quello che oggi è il Sahara occidentale era una zona di savana arida durante l'antichità classica, dove tribù indipendenti come i Farusii e i Perorsi conducevano una vita semi-nomade affrontando una crescente desertificazione.
I romani fecero esplorazioni verso questa zona e raggiunsero probabilmente, con Svetonio Paolino, l'area di Adrar. Ci sono prove (ad esempio, monete, peroni) del commercio romano ad Akjoujt e Tamkartkart vicino a Tichitt.
La popolazione del Sahara occidentale (in quei primi secoli dell'Impero Romano) era composta da nomadi (principalmente della confederazione tribale Sanhaja) nelle pianure e popolazioni sedentarie nelle valli fluviali, nelle oasi e in città come Awdaghust, Tichitt, Oualata, Taghaza, Timbuktu, Awlil, Azuki e Tamdult.
Alcune tribù berbere si trasferirono in Mauritania nel III e IV secolo e dopo il XIII secolo alcuni arabi entrarono nella regione come conquistatori.

## Era islamica

Dinastia Almoravide, XII secolo

L'Islam arrivò nell'VIII secolo d.C. tra la popolazione berbera che abitava la parte occidentale del Sahara. La fede islamica si espanse rapidamente, portata dagli immigrati arabi, che inizialmente si mescolarono solo superficialmente con la popolazione, per lo più confinandosi nelle città dell'attuale Marocco e Spagna.
I berberi usavano sempre più le tradizionali rotte commerciali del Sahara. Le carovane trasportavano sale, oro e schiavi tra il Nord Africa e l'Africa occidentale e il controllo delle rotte commerciali divenne una variabile importante nella costante lotta per il potere tra le varie tribù. In più di un'occasione, le tribù berbere del Sahara occidentale si unirono dietro i leader religiosi per spazzare via i leader al potere, a volte fondando dinastie proprie. Questo fu il caso degli Almoravidi del Marocco e di Al-Andalus, come lo fu anche il caso della jihad di Nasir al-Din nel XVII secolo e del successivo movimento Qadiriyyah della Kunta nel XVIII secolo.

## Zawiya
Un ruolo importante è stato svolto dalle zawiya. Esse erano centri di educazione islamica sottoposte alla supervisione di uno studioso islamico, il "saih", che divennero centri per nuove comunità. In molti gruppi tribali si assistette a una scissione quando una parte dei loro membri venne allontanata dal gruppo dirigente tradizionale e formarono una zawiya, seguendo l'esempio islamico. Queste comunità di recente formazione si separarono dalla società militare tradizionale. Fino ad allora l'ascendenza matrilineare era stata importante. Essi sottolineavano l'importanza dell'ascendenza patrilineare in cui cercarono di mostrare la loro discendenza dal profeta islamico Muhammad (lo sharif), dalla sua tribù (i quraysh) o dai suoi compagni (ansar). Essi ponevano gli ideali spirituali in un livello più alto degli ideali di battaglia e prediligevano l'influenza religiosa alla pressione militare con l'eguale appartenenza alla subordinazione. Erano inoltre a favore dell'elemosina e del prestito di bestiame alle persone bisognose e si opponevano con veemenza al saccheggio e all'estorsione. Dichiararono infatti illegali le incursioni di bestiame e la tassazione casuale. Sebbene fossero contrari alla guerra non religiosa, erano abbastanza forti da difendersi dagli attacchi militari. Queste tribù zawiya divennero le tribù di insegnanti, specialisti di religione, diritto e istruzione.

## Arabizzazione dei mujaheddin (XIII e XIV secolo)
Al tempo degli Almoravidi, i guerrieri professionisti avevano combattuto come mujaheddin nella loro guerra santa. Proprio come le persone che si erano unite nelle zawiya, i mujaheddin iniziarono a formare tribù in base alle loro specifiche occupazioni. Questo sviluppo fu accelerato dall'arrivo delle tribù arabe Maqil. Nel XIII e XIV secolo, queste tribù migrarono verso ovest lungo il confine settentrionale del Sahara per stabilirsi nel Fezzan (Libia), Ifriqiya (Tunisia), Tlemcen (Algeria), Jebel Saghro (Marocco) e Saguia el-Hamra (Sahara occidentale). Quando gli arabi Maqil arrivarono nella parte occidentale del Sahara, i mujaheddin erano più inclini all'arabizzazione. Sebbene le tribù zawiya conservassero molte delle loro caratteristiche berbere, le tribù guerriere cercarono di "arabizzare" il più possibile. Costruirono genealogie degli antenati delle loro tribù, collegandoli ai membri del Maqil e arabizzando i loro etnonimi. Così il Nyarzig, ad esempio, divenne l'Ouled Rizg. Tuttavia, questo diritto di chiamarsi "arabo" era limitato solo ad alcune tribù. Queste tribù, i Banu Hassan o semplicemente Hassan, funzionarono come una classe di guerrieri nei secoli successivi.
Le tribù berbere arabizzate controllavano gli insediamenti delle oasi chiave del Sahara e giocavano un ruolo importante nella tratta trans-sahariana degli schiavi. Erano già soliti imporre pesanti tasse su qualsiasi traffico attraverso le loro terre, fornendo allo stesso tempo protezione, provviste e cammelli. Quando si intensificò il commercio trans-sahariano, svilupparono centri di partenza e arrivo con depositi di schiavi e soste intermedie sicure per le carovane. In questi centri, supervisionarono il traffico dalle regioni subsahariane verso l'Egitto, la Tunisia, l'Algeria e il Marocco. Timbuktu (Mali) era un crocevia centrale per tutte e quattro le rotte. Ouadane, Idjil (vicino ad Atar), Azougui, Araouane, Taoudenni e più tardi Tindouf furono importanti punti di sosta. Allo stesso tempo, il numero di schiavi tenuti nel Sahara occidentale stesso aumentò drasticamente.
Le tribù Maqil, che entrarono nei domini della tribù berbera Sanhaja, si sposarono a volte con la popolazione berbera; il popolo arabo-berbero della regione era adesso conosciuto come Saharawi. Un esonimo usato a volte per descrivere le tribù Banu Hassan dell'attuale regione dei Mori. Il dialetto arabo, hassaniya, divenne la lingua madre dominante del Sahara occidentale e della Mauritania. Il vocabolario berbero e i tratti culturali rimangono comuni, nonostante il fatto che molti saharawi oggi rivendichino origini arabe.

## Dinastia dei Sa'adi (XVI e XVII secolo) e inizio della colonizzazione
Dopo la caduta dell'impero Almoravide nel 1147 i nuovi imperi (Almohadi, Merinidi e Wattasidi) mantennero la sovranità sulla parte occidentale del Sahara ma l'efficacia dipendeva in gran parte dal sultano che governava. Fu solo con l'avvento al potere della dinastia sa'diana che la sovranità del Marocco sulla parte occidentale del Sahara divenne nuovamente completa. Inoltre, gli spagnoli fondarono Villa Cisneros nel 1502 per estendere il loro impero. I colonizzatori portoghesi furono espulsi da Capo Bojador e da Cap Blanc e i confini del Marocco furono spostati fino al fiume Senegal a sud-ovest e al fiume Niger a sud-est (vedi: Battaglia di Tondibi nel 1591). La seguente (e attuale) dinastia marocchina, la dinastia Alawide che salì al potere nel 1659, sembra aver continuato l'esercizio della sovranità sul moderno Sahara occidentale, sebbene il lento crollo dell'autorità centrale nel XIX secolo, che si concluse con il dominio coloniale europeo, fu indubbiamente attenuato.

## Era coloniale (1884-1975)

Mappa che mostra la suddivisione dell'Africa nel 1913 rispetto ai confini attuali. Le colonie spagnole, incluso il Sahara occidentale, sono colorate in viola chiaro

Nella seconda metà del XIX secolo, diverse potenze europee tentarono di prendere piede in Africa. La Francia occupò la Tunisia e la Gran Bretagna l'Egitto. L'Italia prese possesso di parti dell'Eritrea, mentre la Germania dichiarò sotto la sua protezione il Togo, il Camerun e l'Africa del Sud-Ovest. Su invito della Germania, 14 paesi parteciparono alla Conferenza di Berlino nel 1884–1885 per giungere a un accordo reciproco sulla divisione dei territori. Al momento della conferenza, l'80% dell'Africa era ancora sotto il controllo africano. Ciò che risultò dalla conferenza fu una nuova mappa con confini geometrici, spesso delineati in modo arbitrario. Il Sahara Occidentale passò sotto il dominio spagnolo, nonostante i tentativi del sultano marocchino Hassan I di respingere le incursioni europee sul territorio nel 1886. Le oasi di Tuat nel sud-est si estendevano nell'immenso territorio del Sahara francese. Nel 1898, all'indomani della guerra ispano-americana, la Spagna tentò di vendere il Sahara spagnolo all'Austria-Ungheria. La Spagna desiderava recuperare le sue perdite dal conflitto e diversi ministri austriaci desideravano ottenere una colonia all'estero per giustificare l'espansione navale. Tuttavia, poiché l'Austria-Ungheria operava come una doppia monarchia, con Austria e Ungheria che avevano il controllo congiunto sulle questioni di politica finanziaria ed estera, la Camera dei Magnati ungherese pose il veto all'acquisto e la colonia fu mantenuta dalla Spagna.
Nel 1912, il Marocco stesso divenne un protettorato di Spagna e Francia. Quando il Marocco ottenne l'indipendenza negli anni '50, il paese riaffermò anche le sue rivendicazioni sul Sahara occidentale, ancora sotto la dominazione spagnola. Nel 1958, il re marocchino Mohammed V in un discorso a El Ghizlan chiese un rinnovo della "fedeltà eterna" che alcune tribù sahariane avevano promesso a Moulay Hassan I e promise che il Marocco si sarebbe mobilitato per vedere il Sahara occidentale sotto il dominio marocchino.

### Tribù saharawi
Il gruppo etnico moderno è quindi un popolo berbero arabizzato che abita il deserto del Sahara più occidentale, nell'area dell'attuale Mauritania, del Marocco, dell'Algeria e in particolare del Sahara occidentale, con alcune tribù che migrano tradizionalmente nel nord del Mali e del Niger. Come per la maggior parte dei popoli sahariani, le tribù riflettono un'eredità altamente mista, che combina influenze arabe, berbere e altre, comprese le caratteristiche etniche e culturali dell'Africa nera.
In epoca precoloniale, le aree tribali del deserto del Sahara erano generalmente considerate bled es-Siba o "la terra della dissidenza" dalle autorità degli stati islamici stabiliti del Nord Africa, come il Sultano del Marocco e i Dey d'Algeria. I governi islamici degli imperi sub-sahariani precoloniali del Mali e del Songhai sembrano aver avuto un rapporto simile con questi territori, che erano allo stesso tempo la casa di tribù indisciplinate e la principale rotta commerciale per il commercio delle carovane sahariane. I governi centrali avevano scarso controllo sulla regione, sebbene alcune tribù Hassaniya occasionalmente estendessero la "beya" o fedeltà a prestigiosi governanti vicini, per ottenere il loro sostegno politico o, in alcuni casi, come cerimonia religiosa.
Il miglior riferimento sull'etnografia della popolazione saharawi nell'era coloniale spagnola è il lavoro dell'antropologo spagnolo Julio Caro Baroja, che nel 1952-1953 trascorse diversi mesi tra le tribù native dell'allora Sahara spagnolo.

### Sahara spagnolo
Nel 1884, la Spagna rivendicò un protettorato sulla costa da Capo Bojador a Cabo Blanco e successivamente gli spagnoli ampliarono la loro area di controllo. Nel 1958 la Spagna unì i distretti precedentemente separati di Saguia el-Hamra (a nord) e Río de Oro (a sud) per formare la provincia del Sahara spagnolo.
Le incursioni e le ribellioni della popolazione saharawi tennero a lungo le forze spagnole fuori da gran parte del territorio. Maa el Ainin iniziò una rivolta contro i francesi negli anni '10, in un momento in cui la Francia aveva ampliato la sua influenza e il suo controllo nell'Africa nord-occidentale. Alla fine le forze francesi lo sconfissero quando tentò di conquistare Marrakesh, ma i suoi figli e seguaci figuravano in primo piano in diverse ribellioni che seguirono. Solo con la seconda distruzione di Smara nel 1934, ad opera di forze spagnole e francesi unite, il territorio fu finalmente sottomesso. Un'altra rivolta nel 1956–1958, iniziata dall'Esercito di Liberazione marocchino, portò a pesanti combattimenti che tuttavia alla fine le forze spagnole ripresero il controllo, sempre con l'aiuto francese. Tuttavia, i disordini ribollirono e nel 1967 sorse il movimento Harakat Tahrir per sfidare pacificamente il dominio spagnolo. Dopo gli eventi dell'Intifada di Zemla nel 1970, quando la polizia spagnola distrusse l'organizzazione e "fece sparire" il suo fondatore, Muhammad Bassiri, il sentimento anti-spagnolo o nazionalismo saharawi prese nuovamente una svolta militante.

### Conflitto nel Sahara occidentale
Dal 1973 i colonizzatori spagnoli persero gradualmente il controllo delle campagne a causa dei guerriglieri armati del Fronte Polisario, l'organizzazione nazionalista saharawi. I successivi tentativi spagnoli di formare istituzioni politiche saharawi leali (come la Djema'a - molti membri della Yemaa sono oggi nel Movimento Polisario - e il partito PUNS) per sostenere il suo governo e allontanare gli attivisti dai nazionalisti radicali, fallirono. Con il peggioramento della salute del leader spagnolo Francisco Franco, il governo di Madrid cadde nel caos e cercò una via d'uscita dal conflitto nel Sahara.

### Ritiro della Spagna

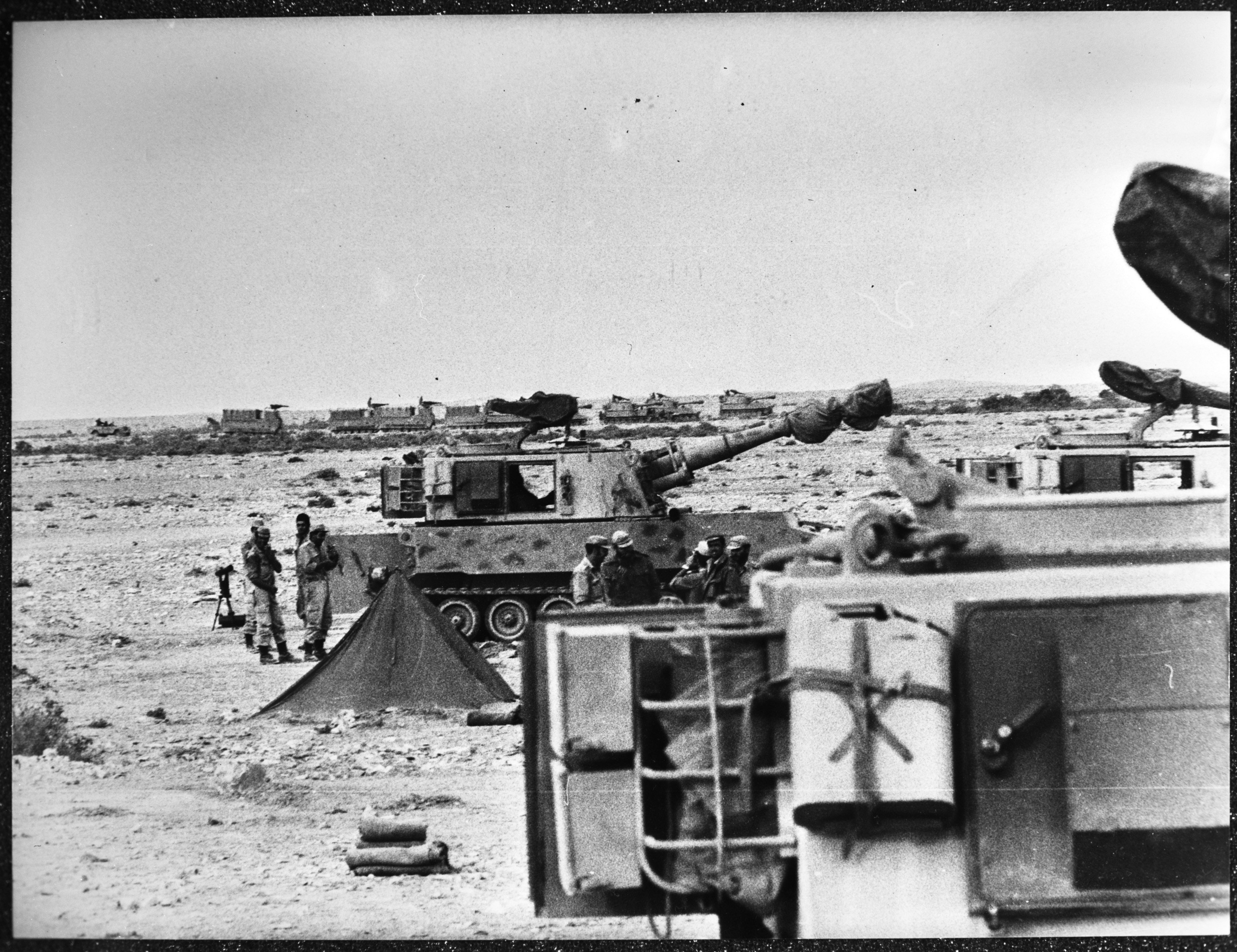
Soldati spagnoli nel Sahara nel 1975

Nel 1975, la Spagna tenne riunioni con il leader del Polisario El-Ouali, per negoziare i termini per un passaggio di potere. Allo stesso tempo, Marocco e Mauritania iniziarono a fare pressione sul governo di Franco: entrambi i paesi sostenevano che il Sahara spagnolo costituisse una parte storica dei propri territori. Le Nazioni Unite furono coinvolte dopo che il Marocco chiese un parere sulla legalità delle proprie richieste alla Corte internazionale di giustizia (ICJ); l'ONU inviò una missione in visita per esaminare i desideri della popolazione. Tale missione presentò il suo rapporto il 15 ottobre, annunciando "un consenso schiacciante" a favore dell'indipendenza (in contrasto con l'integrazione con il Marocco o con la Mauritania, o il governo continuativo della Spagna). La missione, guidata da Simeon Aké, dichiarò anche che il Fronte Polisario sembrava la principale organizzazione saharawi del territorio - gli unici accordi rivali a quelle che la missione descrisse come "manifestazioni di massa" del Polisario provenivano dal partito PUNS, che a quel tempo sosteneva anche l'indipendenza. Il Polisario fece in seguito ulteriori guadagni diplomatici assicurando il sostegno delle principali tribù saharawi e di un certo numero di anziani dell'ex djema'a filo-spagnoli alla conferenza di Ain Ben Tili del 12 ottobre.
Il 16 ottobre, la Corte internazionale emesse il suo verdetto. Con sgomento sia dei governi di Rabat che di Nouakchott, la corte riscontrò con una netta maggioranza che i legami storici di questi paesi con il Sahara spagnolo non garantivano loro il diritto al territorio. Inoltre, la Corte dichiarò che il concetto di terra nullius (terra che non appartiene a nessuno) non si applicava al territorio. La Corte dichiarò che la popolazione saharawi, in quanto vera proprietaria della terra, detiene il diritto all'autodeterminazione. In altre parole, qualsiasi soluzione proposta alla situazione (indipendenza, integrazione, ecc.), doveva ricevere l'esplicita accettazione della popolazione per ottenere una qualifica giuridica. Né il Marocco né la Mauritania l'accettarono e il 31 ottobre 1975 il Marocco inviò il suo esercito nel Sahara occidentale per attaccare le posizioni del Polisario. La diplomazia pubblica tra Spagna e Marocco tuttavia continuò, con il Marocco che chiese negoziati bilaterali sul destino del territorio.

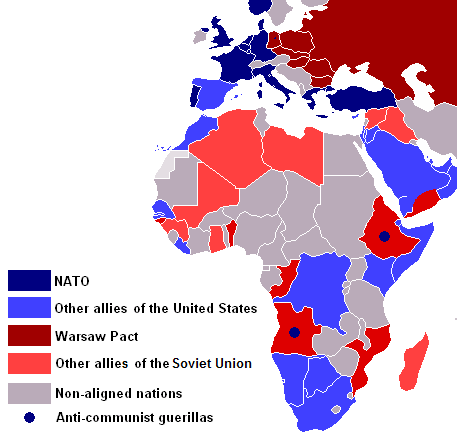
Alleanza durante la guerra fredda in Africa, 1980.

Il 6 novembre 1975 il Marocco avviò la Marcia verde nel Sahara occidentale. Circa 350.000 marocchini disarmati accompagnati dall'esercito marocchino armato di armi pesanti si riversarono nella città di Tarfaya, nel sud del Marocco, e attesero un segnale del re Hassan II del Marocco per attraversare il Sahara occidentale, dove restarono tre giorni senza invedere le postazioni militari spagnole. A seguito della pressione internazionale, la Spagna aderì alle richieste marocchine e avviò negoziati bilaterali. Ciò portò agli accordi di Madrid, un trattato che il 14 novembre divise il territorio tra Marocco e Mauritania, in cambio di fosfati e concessioni di pesca alla Spagna. La Spagna e il Marocco non consultarono la popolazione saharawi e il Polisario si oppose violentemente al trattato. Le possibilità di sviluppo nella regione fino agli anni '90 furono fortemente influenzate dalla lotta per il potere della guerra fredda. Algeria, Libia e Mali erano alleati del blocco orientale. Il Marocco era l'unico paese africano della regione alleato dell'Occidente.
L'Algeria diede aiuto al Movimiento de Liberación del Sahara, che alla fine degli anni '60 e all'inizio degli anni '70 formò una sezione di giovani divisi. La maggior parte del popolo saharawi sosteneva le proprie azioni patriottiche e si identificava con questo movimento, che in seguito fu chiamato Polisario, e gradualmente ebbe maggiori incomprensioni con il governo autonomo e centrale della Metropoli per i segni di una politica estera vacilante o debole, composta da generali che avevano la "última palabra" o "ultima parola", sentendo un possibile tradimento della Patria.
Il 14 novembre 1975, la Spagna, il Marocco e la Mauritania firmarono così gli accordi di Madrid, stabilendo così un calendario per il recupero delle forze spagnole e la fine dell'occupazione spagnola del Sahara occidentale. Questi accordi furono firmati dalle tre parti in conformità con tutti gli standard internazionali. In questi accordi, il Marocco avrebbe dovuto annettere i 2/3 della parte settentrionale del Sahara occidentale, mentre la terza parte sarebbe stata assegnato alla Mauritania. Il Polisario creò la propria Repubblica Democratica Araba dei Saharawi e combinò la guerriglia con le proprie forze militari convenzionali, l'Esercito popolare di liberazione saharawi (SPLA).

## Conflitto armato (1976-1991)
Il 26 febbraio 1976 terminò il mandato formale della Spagna sul territorio, quando consegnò il potere amministrativo del territorio al Marocco in una cerimonia a Laayoune.
Il giorno dopo, il Polisario proclamò a Bir Lehlou la Repubblica Democratica Araba dei Sahrawi (SADR) con un governo in esilio in Algeria. La Mauritania a sua volta ribattezzò le parti meridionali del Río de Oro che aveva ottenuto, come Tiris al-Gharbiyya, ma si dimostrò incapace di mantenere il controllo del territorio. Il Polisario fece del debole esercito mauritano il suo obiettivo principale, e dopo un audace raid nella capitale mauritana Nouakchott (dove un colpo di pistola uccise El-Ouali, il primo presidente della SADR), la Mauritania cedette ai disordini interni. La presenza di un gran numero di nazionalisti saharawi tra la popolazione moresca dominante del paese rese ancora più fragile la posizione del governo mauritano e migliaia di saharawi mauritani disertarono al Polisario. Nel 1978 l'esercito prese il controllo del governo filomauritano e il Polisario dichiarò un cessate il fuoco, partendo dal presupposto che la Mauritania si sarebbe ritirata incondizionatamente. Ciò avvenne alla fine nel 1979, quando i nuovi governanti della Mauritania accettarono di rinunciare a tutte le richieste e di riconoscere la SADR. Ma dopo il ritiro della Mauritania, il Marocco estese il suo controllo militarmente al resto del territorio e la guerra continuò.
Negli anni '80, il conflitto si bloccò di fatto con la costruzione da parte del Marocco di una banchina di sabbia del deserto, il muro marocchino, a protezione del suo territorio dalla guerriglia. I combattimenti sporadici continuarono e il Marocco dovette sostenere pesanti fardelli a causa dei costi economici del suo massiccio dispiegamento di truppe lungo il muro. In una certa misura gli aiuti inviati dall'Arabia Saudita, dalla Francia e dagli Stati Uniti alleviarono la situazione in Marocco, ma le cose diventarono gradualmente insostenibili per tutte le parti coinvolte.

### Cessate il fuoco

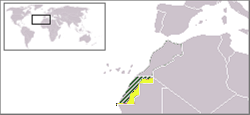
Il Marocco domina la maggior parte del territorio (in colore scuro), mentre il Fronte Polisario controlla una sottile zona dell'entroterra, al confine con la Mauritania (in giallo)

Nel 1991, il Marocco e il Fronte Polisario concordarono un cessate il fuoco, con oltre 80 % del territorio controllato dal Marocco sostenuto dalle Nazioni Unite nel Piano di colonizzazione. Questo piano, i suoi ulteriori dettagli furono concretizzati nell'accordo di Houston del 1997, ed erano imperniati sull'accordo del Marocco su un referendum sull'indipendenza o di unificazione con il Marocco votato dalla popolazione saharawi. Il piano intendeva che questo referendum costituisse il loro esercizio di autodeterminazione, completando così il processo di decolonizzazione del territorio ancora incompiuto. L'ONU inviò una missione di mantenimento della pace, la MINURSO, per sorvegliare il cessate il fuoco e prendere accordi per il voto. Inizialmente previsto per il 1992, il referendum non ebbe luogo a causa del conflitto su chi avesse diritto di voto, dato l’elevato numero di profughi sahrawi e i contingenti di coloni marocchini insediatisi nel Sahara Occidentale.

## Piani di pace
Due successivi tentativi di risolvere il problema mediante una soluzione politica negoziata da James Baker, in qualità di inviato personale del Segretario generale delle Nazioni Unite, il primo nel 2000 e il secondo nel 2003, non riuscirono a ottenere l'accettazione, il primo respinto dal Polisario e il secondo dal Marocco. Entrambi i tentativi, il primo denominato "L'accordo quadro" e il secondo comunemente denominato "Il piano di pace", contenevano la proposta di autonomia per la regione sotto la sovranità marocchina come elementi centrali dei piani. L'impossibilità di ottenere l'accettazione dalle parti di una delle due proposte fu il risultato di ciò che ciascuna delle parti vide come difetti fondamentali nelle rispettive proposte.
L'Accordo Quadro avrebbe richiesto alle parti di concordare i termini specifici di un accordo politico basato sulla formula Autonomia/Sovranità attraverso negoziati diretti. Baker presentò il Piano di pace come un pacchetto non negoziabile che avrebbe obbligato ciascuna delle parti ad accettarne i termini senza ulteriori modifiche. Entrambe le proposte contenevano elementi che avrebbero richiesto l'approvazione popolare della soluzione attraverso un referendum delle popolazioni interessate. Il Consiglio di sicurezza delle Nazioni Unite rifiutò di approvare formalmente una delle due proposte, il che portò alla fine alle dimissioni di Baker da Inviato personale.
Il prolungato cessate il fuoco si svolse senza gravi turbative, ma il Polisario minacciò ripetutamente di riprendere i combattimenti se non si fosse verificato alcun passo avanti. Il ritiro del Marocco sia dai termini del piano di colonizzazione originale che dai negoziati sul piano Baker nel 2003 lasciò la missione di mantenimento della pace senza un programma politico, il che aumentò ulteriormente i rischi di una nuova guerra.
Nel frattempo, la graduale liberalizzazione della vita politica in Marocco negli anni '90 raggiunse tardivamente il Sahara occidentale intorno al 2000. Ciò stimolò la protesta politica, poiché gli ex "scomparsi" e altri sostenitori dei diritti umani iniziarono a tenere manifestazioni illegali contro il governo marocchino. Le successive repressioni e gli arresti attirarono l'attenzione dei media sull'occupazione marocchina, e i nazionalisti saharawi ne colsero l'occasione: nel maggio 2005 scoppiò un'ondata di manifestazioni dei sostenitori del Polisario. Tali manifestazioni, che continuarono nell'anno successivo, furono le più intense degli ultimi anni e suscitarono una nuova ondata di interesse per il conflitto, oltre a nuovi timori di instabilità. Il Polisario richiese l'intervento internazionale ma dichiarò che non sarebbe rimasta a guardare se "l'escalation della repressione" fosse continuata.
Nel 2007, il Marocco chiese un'azione delle Nazioni Unite contro un congresso che si sarebbe tenuto dal Fronte Polisario a Tifariti dal 14 al 16 dicembre. Il Marocco affermò che Tifariti faceva parte di una zona cuscinetto e tenere il congresso lì avrebbe violato un cessate il fuoco tra le due parti. Inoltre, fu riferito che il Fronte Polisario stava pianificando un voto su una proposta per fare i preparativi per la guerra.
Nell'ottobre 2010, venne allestito il campo di Gadaym Izik vicino a Laayoune come protesta da parte degli sfollati saharawi riguardo alle loro condizioni di vita. Ospitava più di 12.000 persone. Nel novembre 2010, le forze di sicurezza marocchine entrarono nel campo di Gadaym Izik nelle prime ore del mattino, usando elicotteri e cannoni ad acqua per costringere le persone ad andarsene. Il Fronte Polisario affermò che le forze di sicurezza marocchine uccisero nel campo un manifestante di 26 anni, affermazione negata dal Marocco. I manifestanti a Laayoune lanciarono pietre contro la polizia e diedero fuoco a pneumatici e veicoli. Furono anche incenditati diversi edifici, inclusa una stazione televisiva. I funzionari marocchini dissero che cinque membri del personale di sicurezza erano stati uccisi durante i disordini.
Nel 2020, il Fronte Polisario intentò un'azione legale contro il fondo pensione della Nuova Zelanda per aver accettato il "fosfato di sangue" dalla regione occupata. Nel novembre è scoppiato un breve conflitto vicino al villaggio meridionale di Guerguerat, con il Marocco che dichiarava di voler porre fine al blocco di una strada verso la Mauritania e con l'intenzione di asfaltarla.